# Al-Qarara
Al-Qarara, en arabe : القرارة, est une municipalité du gouvernorat de Khan Younès en Palestine. Elle est située au nord de Khan Younès dans la bande de Gaza.
Selon le recensement du bureau central palestinien des statistiques, la localité compte une population de 29 004 habitants en 2017.